# Les Roches-Tranchelion
Le site des Roches-Tranchelion, constitué des ruines du château et de la collégiale du même nom, se trouve sur la commune d'Avon-les-Roches (Indre-et-Loire), à environ deux kilomètres à l'est du bourg. Il est classé au titre des monuments historiques depuis 1914.

## Historique
Le domaine, d'abord dénommé des « Roches » a changé de mains à plusieurs reprises, pour des raisons parfois documentées (notamment transmission par mariage avec dotation), sinon hypothétiques : legs entre parents plus ou moins éloignés, échanges ou achats. Cela explique aussi son changement de nom. L'histoire de sa propriété et de ses propriétaires n'est connue que d'une façon fragmentaire.
Le nom de famille Tranchelion a pour origine le bourg de Pierre-Buffière en Limousin, où se trouvait le château homonyme, à une vingtaine de kilomètres au sud de Limoges,,,.
Avant 1365, Huguenin (alias Hugues) de Tranchelion épouse Jeanne Payen/Payenne (alias Péan/Péanne), qui tenait le fief de Palluau de sa mère Isabeau de Palluau (mariée à Jean Payen). Le 12 novembre 1365, Huguenin fait aveu de la seigneurie de Palluau, qu'il tient de sa femme Jeanne.
Leur petit-fils, ou arrière-petit-fils, Guillaume de Tranchelion, seigneur de Palluau, chambellan du roi Charles VI puis du roi Charles VII,, épouse vers 1425 Guillemette Horric (alias Horry/Herrie/Henrie ou Orry/Oury/Ourry ou Ouvoie/Ouvoye/Urvoy),, fille de Guillaume Horric, dame et héritière du fief des Roches à Avon-les-Roches. Guillaume de Tranchelion en relève le titre et prend possession du domaine des « Roches », qui devient  des « Roches-Tranchelion »,,.
Guillaume de Tranchelion fait construire le château, et le pourvoit en 1440 d'une chapelle castrale consacrée à Marie-Madeleine. Le 4 janvier 1441, le roi Charles VII lui donne la permission d'en renforcer les fortifications.

### Une page d'histoire de France
Charles VII tient les 17 puis 31 juillet 1449 au château des Roches-Tranchelion son Conseil, dont Guillaume de Tranchelion est l'hôte et l'un des membres,,,, Conseil qui, après avoir acté la rupture de la trêve par les Anglais, décide la reprise des hostilités, qui débutera, trois mois plus tard, par le siège de Rouen victorieux, se poursuivra par le recouvrement de la Normandie en 1450, et qui mettra fin en 1453 à la guerre de Cent Ans. Des chroniqueurs relèveront que des séjours de Charles VII aux Roches-Tranchelion ont eu lieu en 1446, 1447, 1449, 1458, 1459, 1460 (du 17 au 26 avril) et 1461,. C'était un de ses lieux de chasse favoris,, et un archéologue, M. R. de Croy, propriétaire du château de la Guerche vers 1830, rapporte la tradition locale selon laquelle « Charles VII et Agnès Sorel habitèrent ensemble divers châteaux de la Touraine et du Berry qui appartenaient à des familiers du prince [...] : Fontenailles, Esves-le-Moustier, Semblançay, les Roches-Tranchelion, Cheillé, Champigny, la Guerche ».

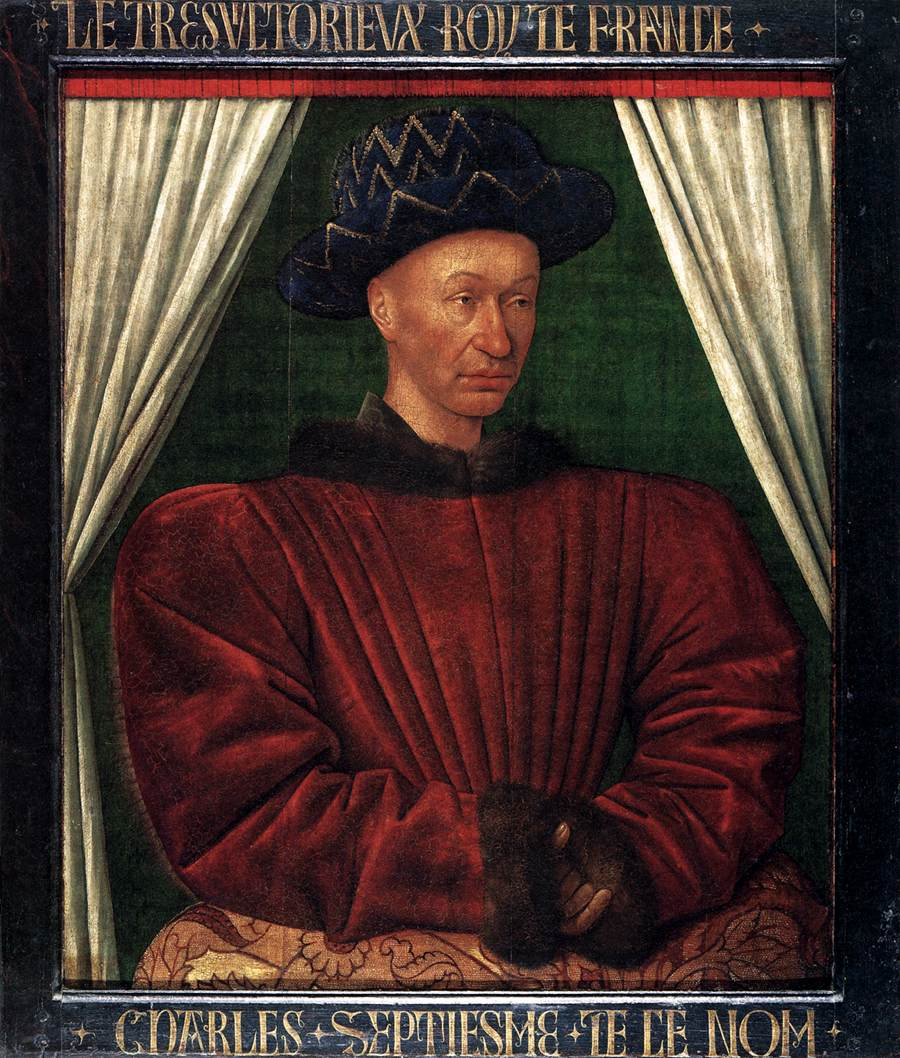
Charles VII, Jean Fouquet, 1444
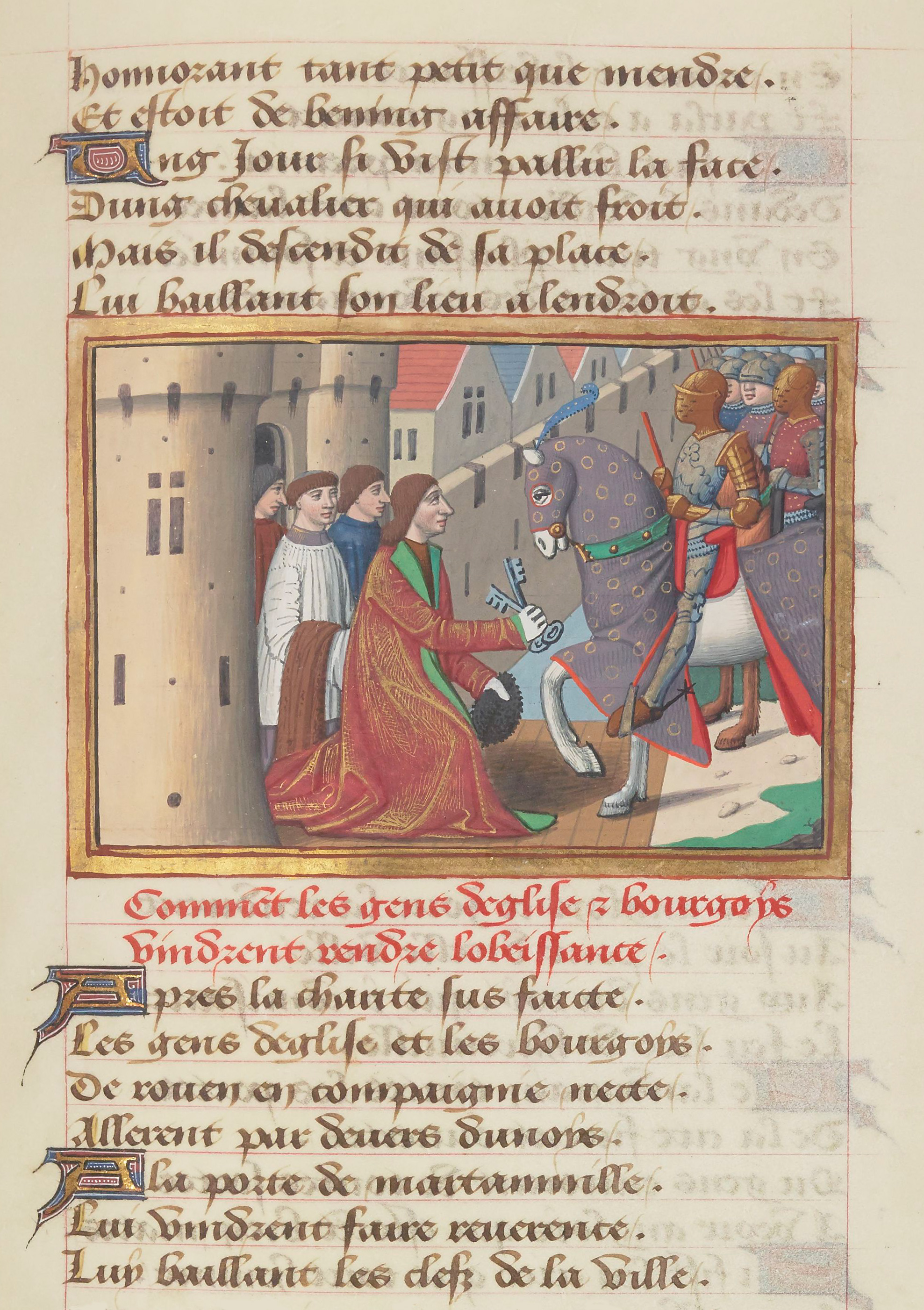
Vigiles de Charles VII – Remise des clés de Rouen à Charles VII (1449)
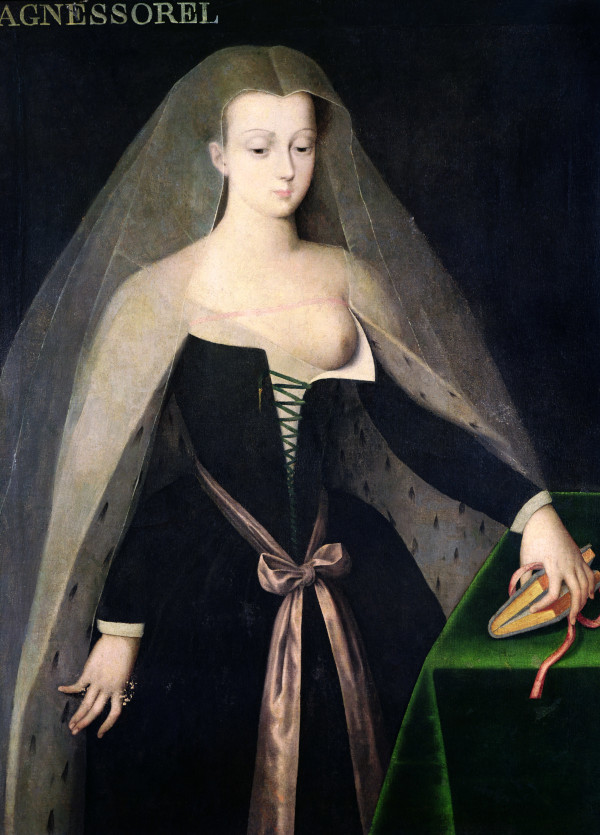
Portrait d'Agnès Sorel, Jean Fouquet

En 1469 Hardouin de la Tousche (alias « de la Touche ») possède le domaine, dont il a rendu aveu le 7 février 1468. Il est peu probable que ce transfert de propriété soit lié à la parenté entre Guillaume de Tranchelion et Hardouin de la Tousche, puisqu'ils n'ont que des liens éloignés, et par des alliances de descendants,. Mais Guillaume et Hardouin avaient eu l'occasion de se rencontrer en 1446 au pas d'armes de la « Joyeuse Garde » organisé à Saumur par René d'Anjou (le « roi René »),.
Hardouin de la Tousche, après avoir été en 1469 pannetier du roi Louis XI, qui visitera les Roches-Tranchelion le 26 juillet 1473, se met au service du roi René, puis devient maître d'hôtel de Jeanne de Laval, seconde épouse de ce dernier et, à ce titre, reine de Sicile, puis il teste à Saumur le 13 août 1485,,.

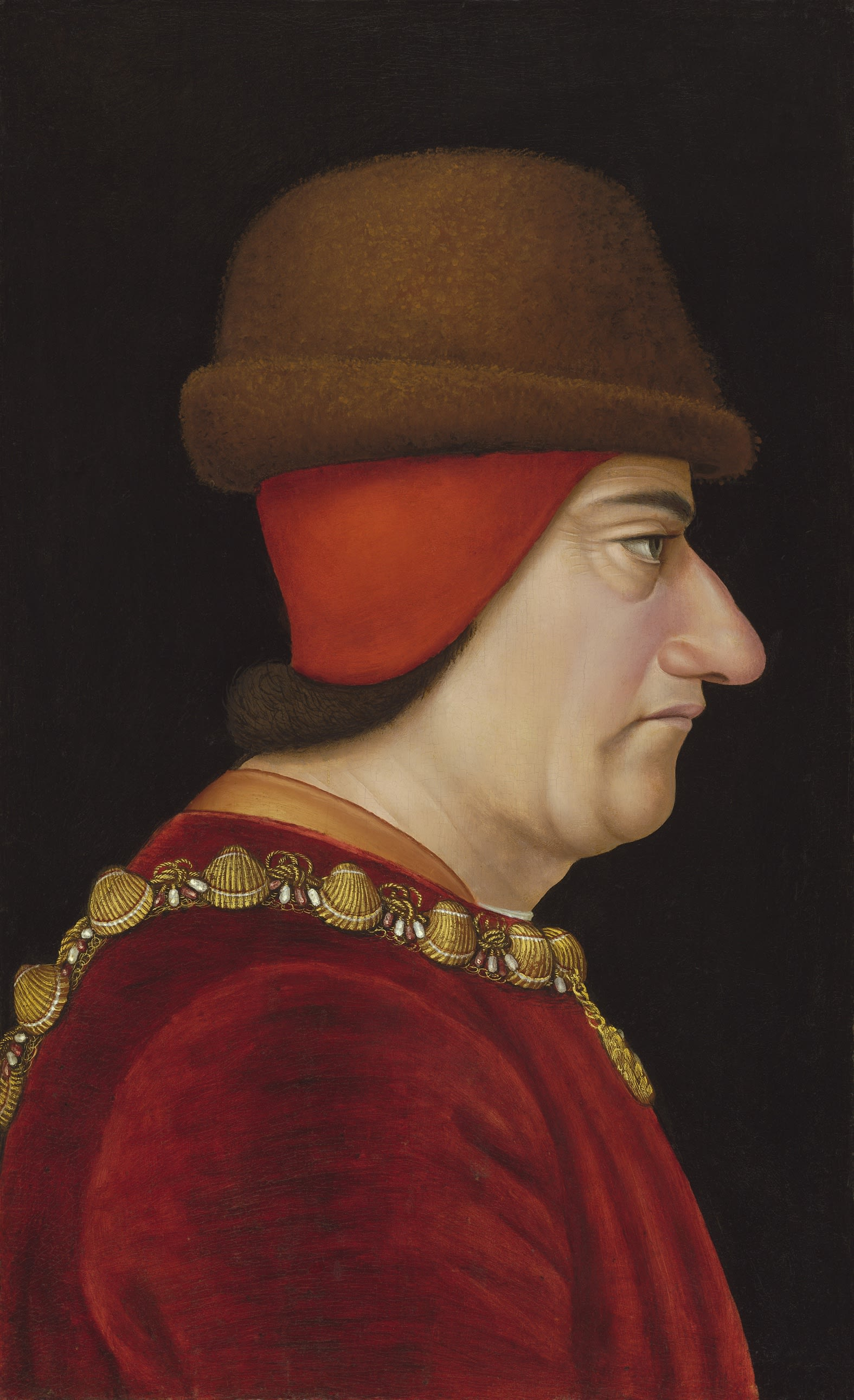
Louis XI, Jacob de Littemont, v. 1470
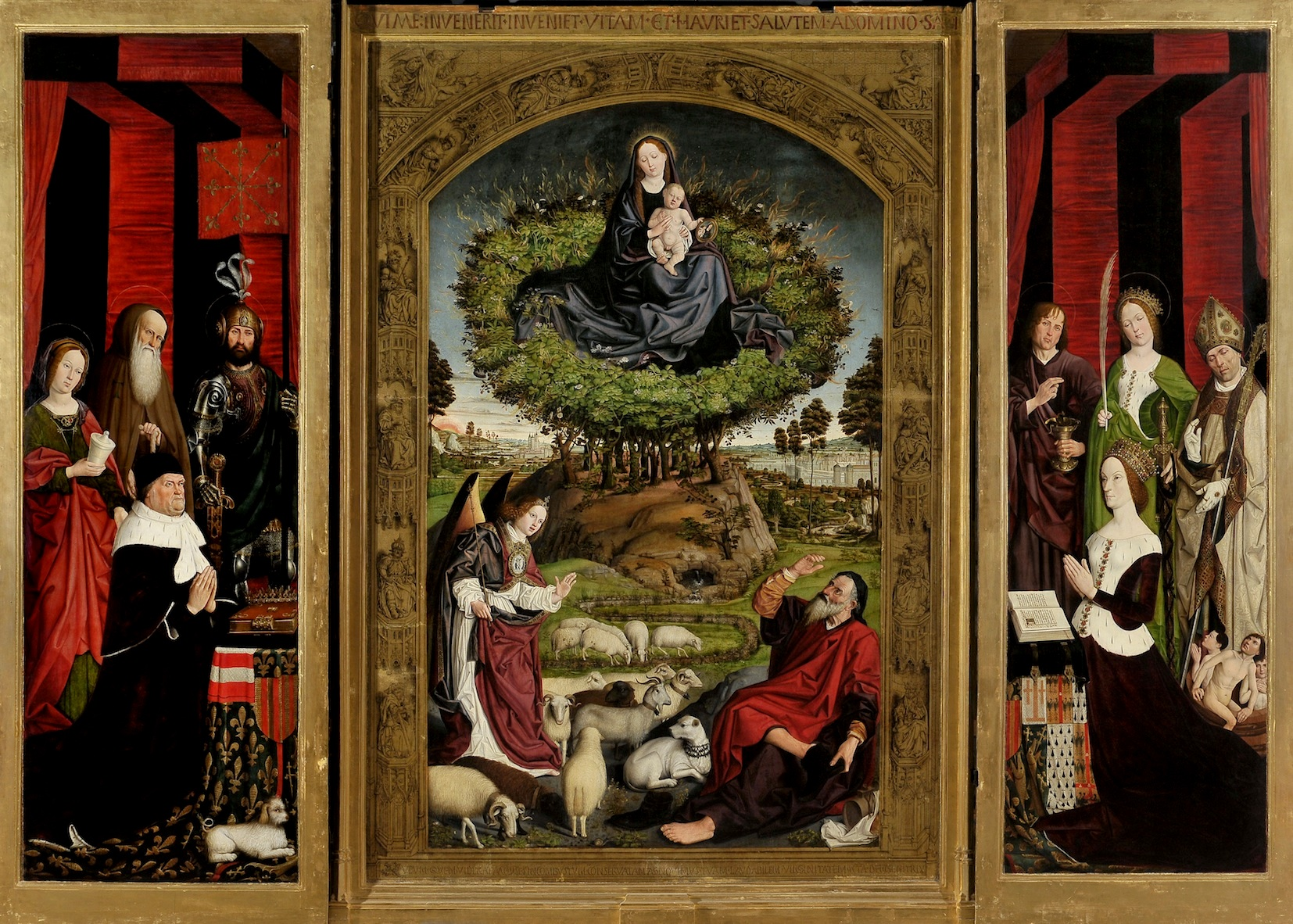
Triptyque du Buisson ardent, Nicolas Froment, 1476 : à gauche, le roi René, à droite, Jeanne de Laval

Son fils Lancelot de la Tousche lui succède en 1508 en qualité de seigneur des Roches-Tranchelion. À l'emplacement de l'ancienne chapelle castrale, il lance vers 1510 l'édification de la collégiale, dont le chantier durera une quinzaine d'années, et qui sera consacrée le 13 août 1527 par Martin de Beaune, archevêque de Tours « en l'honneur de Dieu et de la benoîte Vierge Marie et de monseigneur saint Jean Baptiste [...et] qui s'appellera église collégiale de Monsieur Saint-Jean-Baptiste-des-Roches-Tranchelion » ; desservie par un collège de cinq chapelains, sa destination est non seulement funéraire ― accueillir les sépultures familiales ― mais encore paroissiale,. Le fief et la collégiale des Roches-Tranchelion, ou « Roches-l'Archidiacre », relèvent alors de la châtellenie de L'Île-Bouchard.
Lancelot de la Tousche décède avant le 11 mars 1539. Son fils, autre Lancelot (alias François), également seigneur des Roches-Tranchelion, a pour fille Isabeau de la Tousche qui épouse en 1550 Gabriel de Montgommery, comte de Lorges, et seigneur des Roches-Tranchelion par son mariage, capitaine de la garde écossaise du roi Henri II, et auteur involontaire du régicide de ce dernier en 1559 au cours d'un tournoi à Paris. Craignant la vengeance de la reine-mère et régente Catherine de Médicis, il vend à la hâte le domaine des Roches-Tranchelion à Jacques Ferrant, greffier de la prévôté de Loudun (avec possibilité de réméré, c'est-à-dire de rachat) et s'exile en Angleterre. Son retour en France quelques années plus tard lui sera fatal.

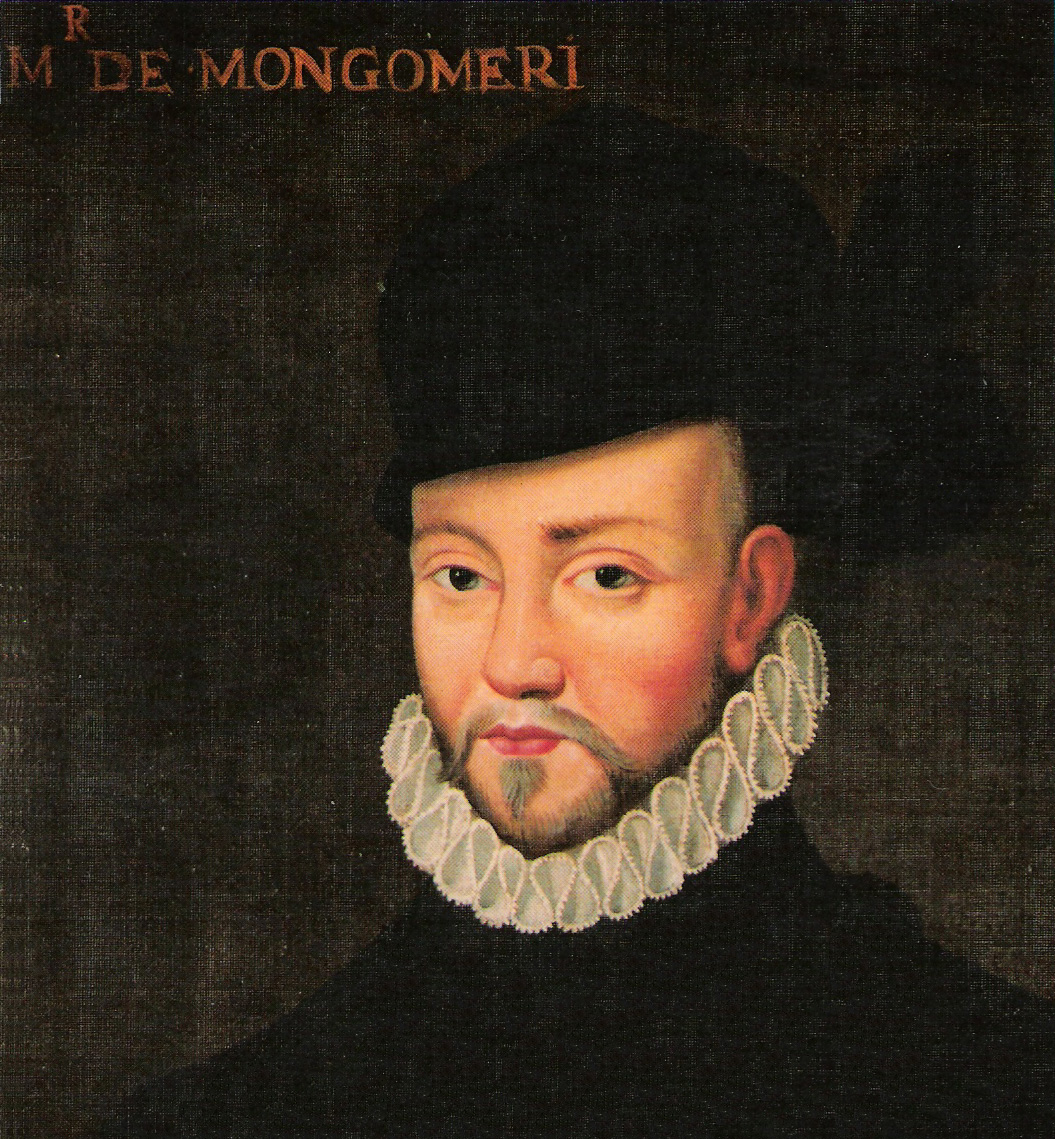
Gabriel de Lorges, comte de Montgommery (XVIe siècle)
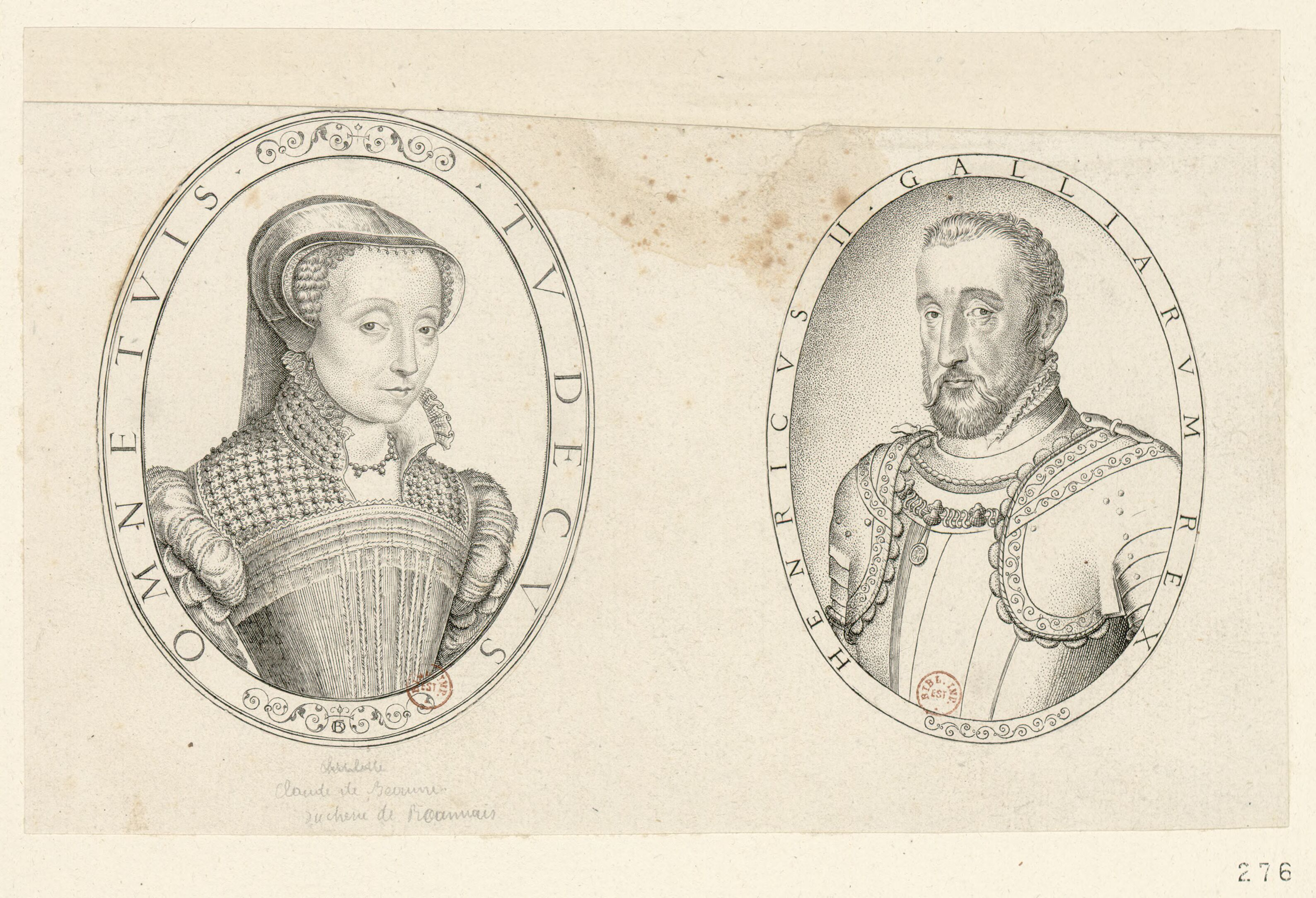
Catherine de Medicis et Henri II [estampe] (XVIe siècle)

La famille de Montgommery réussira cependant à retrouver ses biens, et Marguerite de Montgommery de Lorges (1585-1606), petite-fille de Gabriel de Montgommery et Isabeau de la Tousche, transmettra ses droits à son mari Jacques de Durfort, marquis de Duras (1547-1626), épousé en 1603. D'où Guy-Aldonce de Durfort-Duras (1605-1665), dont le fils aîné, le maréchal-duc Jacques-Henri de Durfort de Duras, cède le 8 mars 1683 les Roches-Tranchelion à Gabriel-Henri de Beauvau (issu d'un rameau cadet de la branche du Rivau), sire de Crissé et Montgoger. Une fille de ce dernier, Henriette-Louise de Beauvau, dame de Montgoger, hérite et marie en 1711 Hubert de Choiseul-Chevigny-La Rivière : dont César Gabriel de Choiseul (1712-1785), 1er duc de Praslin, père lui-même de Renaud César de Choiseul, 2e duc de Praslin.
La base généalogique universelle Roglo donne la liste des seigneurs des Roches-Tranchelion depuis Hardouin de la Tousche jusqu'à Renaud César de Choiseul-Praslin (1735-1791).

## Blason de Tranchelion
Deux sites généalogiques donnent les différentes variantes du blason,.
On peut aussi le trouver dans des armoriaux anciens manuscrits : l'armorial de Gilles Le Bouvier dit Berry (ca. 1455),, et l'armorial d'Hozier (ca. 1696).
Par son blason, la commune de Palluau-sur-Indre a conservé la mémoire de son ancienne appartenance aux seigneurs de Tranchelion :

Blason de Palluau-sur-Indre

## Époque contemporaine

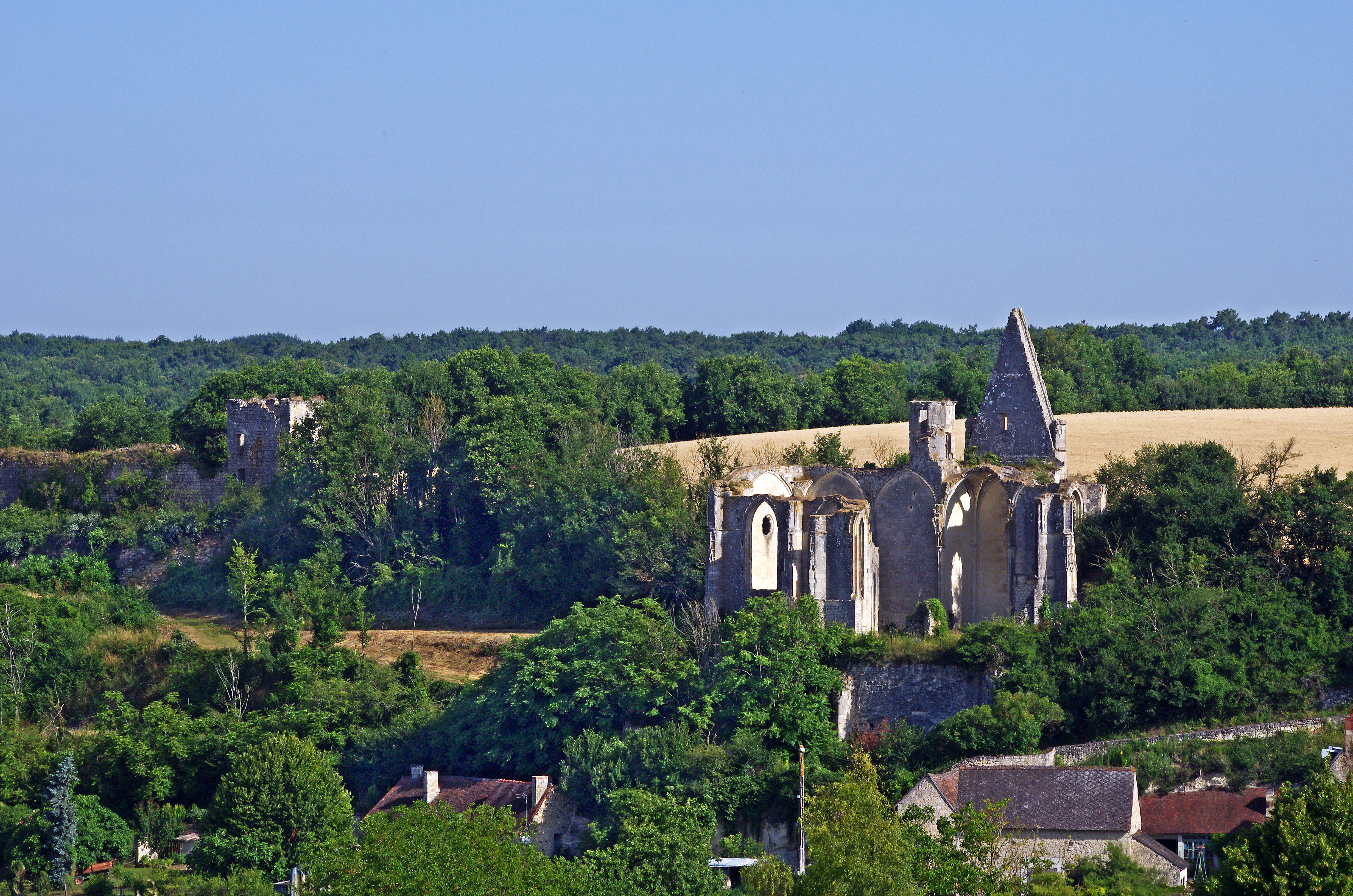
Vue d'ensemble du site (2014)

Bien qu'en ruines, les deux monuments n'ont cependant ni le même âge, ni le même style, ni le même état de conservation : le château, datant du XVe siècle (bas Moyen Âge) ne présente plus que des vestiges épars, alors que la collégiale, bâtie au XVIe siècle (Renaissance) a conservé des ruines majestueuses.
En 1966, au cours de l'aménagement des abords du site par des bénévoles, un bulldozer met au jour 214 pièces d'or, d'un poids total d'un kilogramme, enfouies après 1619. D'abord déposée au Cabinet des médailles de la Bibliothèque nationale de France, cette découverte est partiellement dispersée en 1968 à l'hôtel Drouot.

### Le château

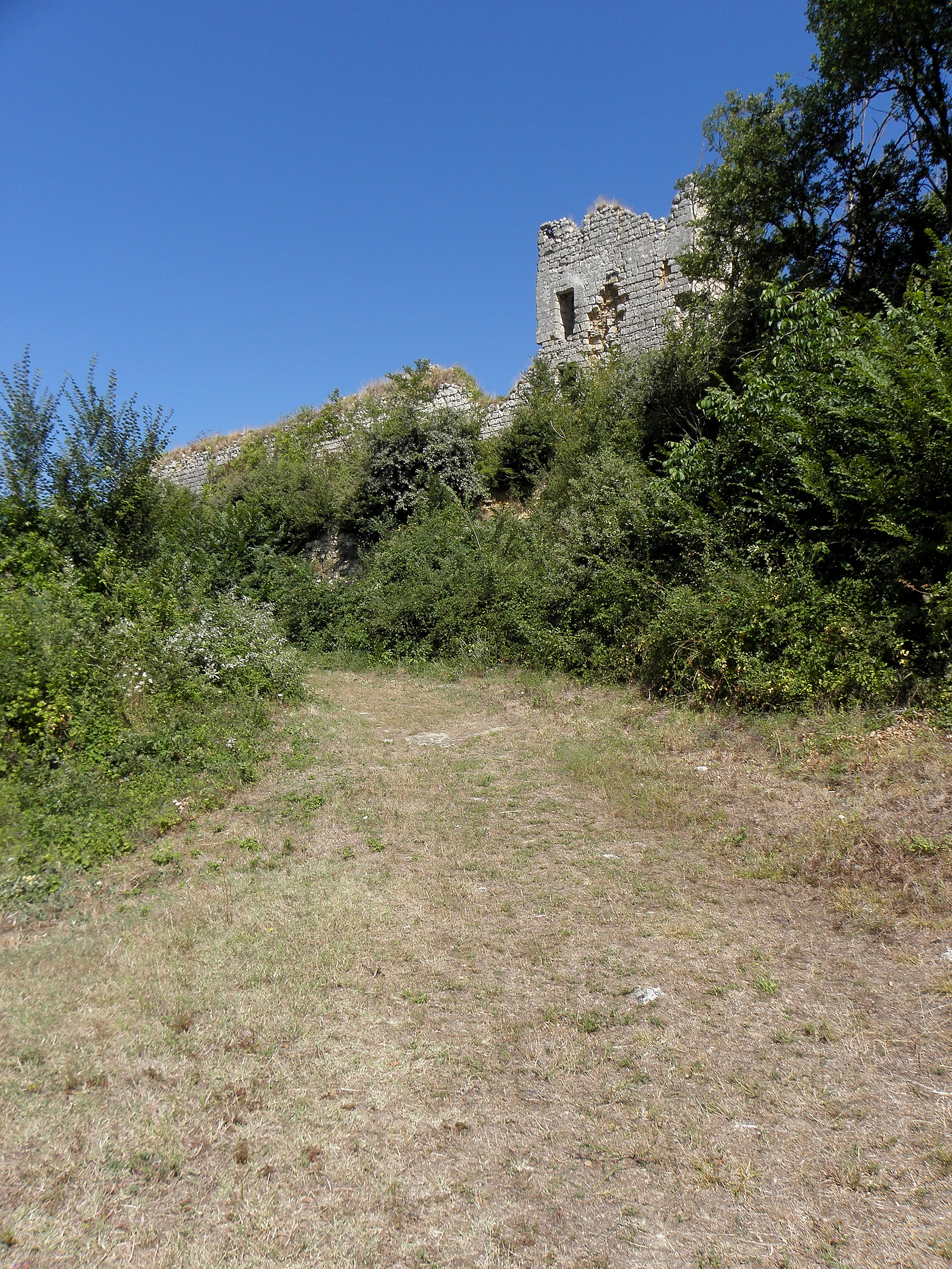
Vestiges du château des Roches-Tranchelion (2015)
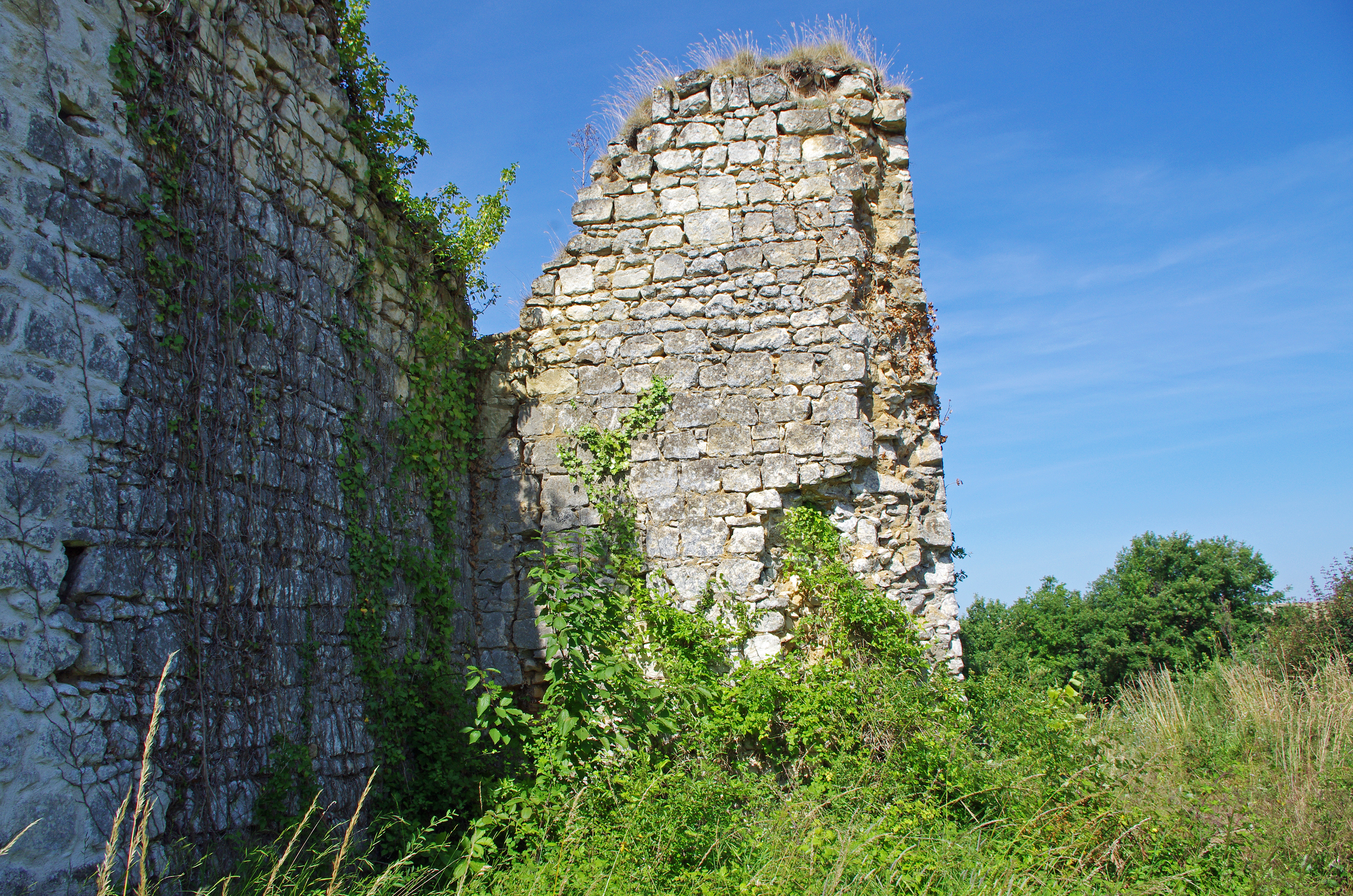
Château des Roches-Tranchelion. Pans de mur (2014)
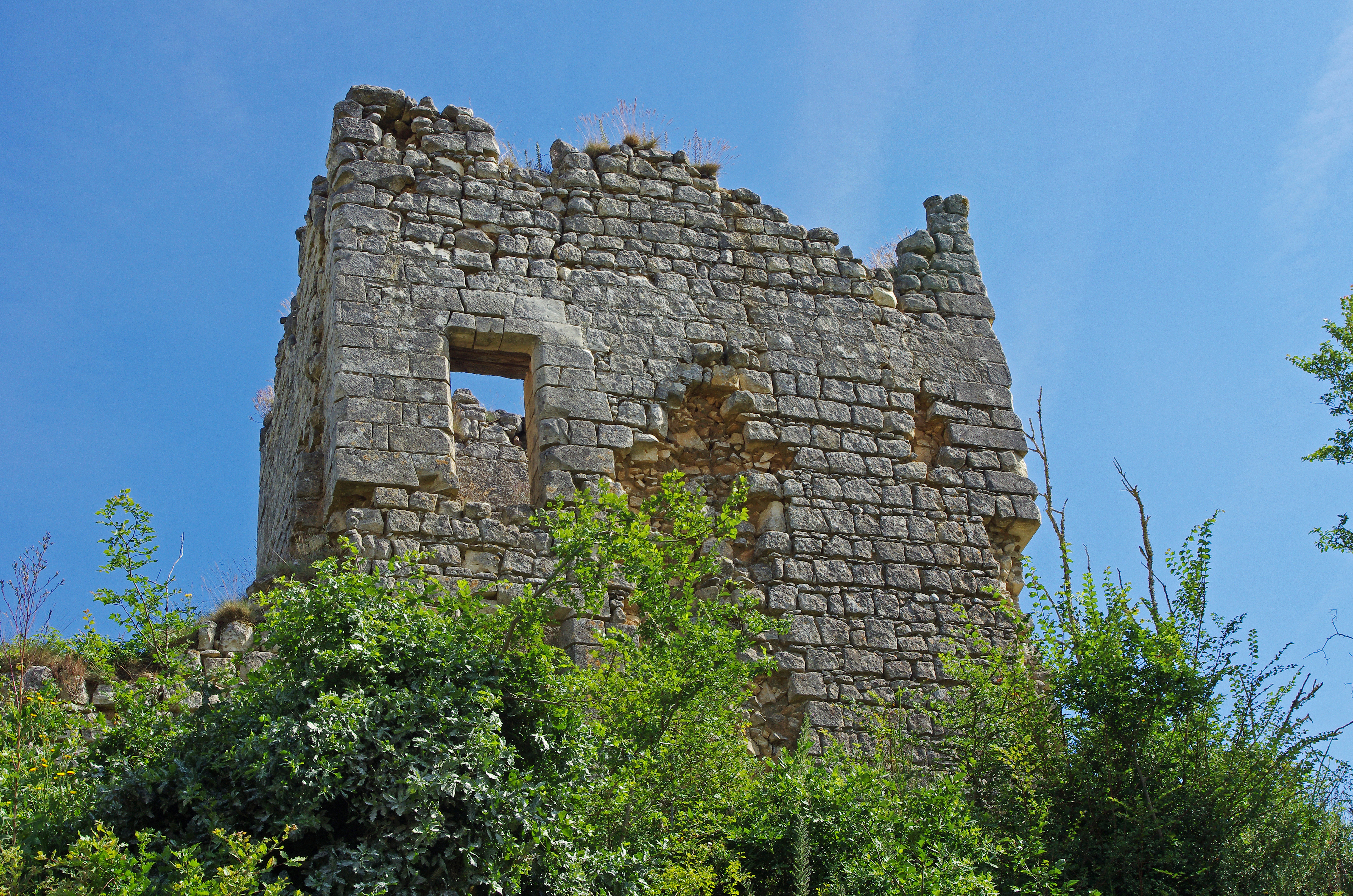
Château des Roches-Tranchelion. Tour d'angle (2014)

Enfouis sous la végétation, ne subsistent que quelques pans de mur et les vestiges d'une tour d'angle de l'enceinte. Déjà sur le plan cadastral de 1831 ne figuraient plus qu'un mur et deux tours,. Cela permet néanmoins d'évaluer la taille de l'édifice.

### La collégiale

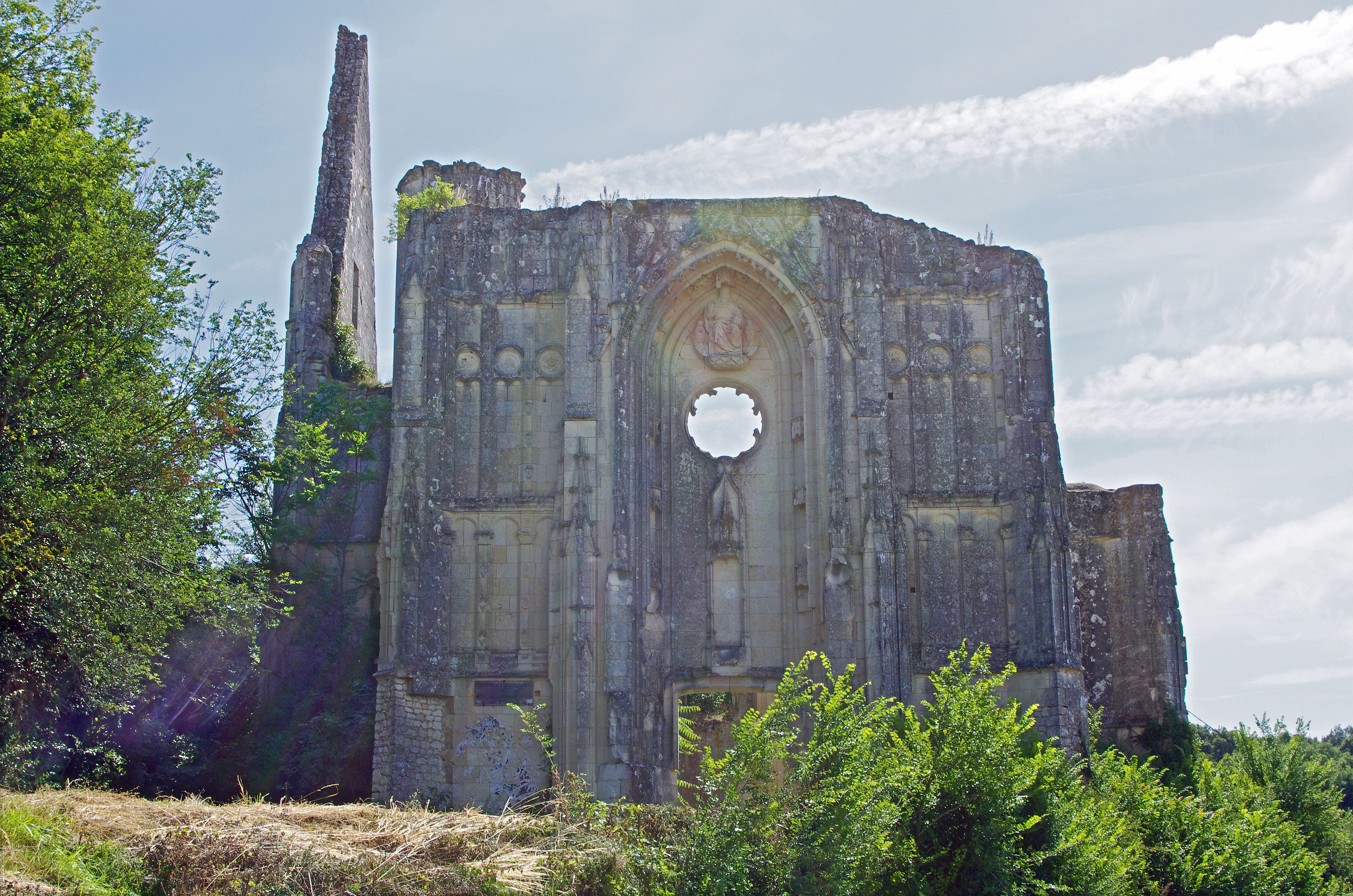
Collégiale des Roches-Tranchelion. Façade ouest (2014)

L'église a été construite en tuffeau blanc sur le soubassement d'un ancien château, comprenant des salles basses munies de meurtrières. Les voûtes de la collégiale s'élèvent à plus de douze mètres.
L'église présente un plan en croix latine d'axe ouest-est selon la tradition, et possède une large nef formée de deux travées sans bas-côtés, à couvrement du type voûte d'ogive, éclairée par les baies du mur sud. Au-delà de la croisée du transept s'ouvre l'abside. Le croisillon nord du transept est flanqué d'une tour d'escalier hexagonale. Sous le chœur se trouve  une crypte voûtée.
La façade occidentale, façade d'entrée principale, comporte sur toute sa hauteur une grande arcade, au décor associant le style flamboyant à celui de la Renaissance primitive. De chaque côté de cette arcade, qui occupe approximativement le tiers de la largeur, deux registres superposés sont divisés verticalement par des pilastres décorés de losanges et de rosaces. Les deux registres supérieurs présentent chacun deux médaillons à profils et un à rosace à feuilles d'acanthe. Les compartiments de la voussure sont occupés par des séraphins surmontés d'une coquille. Sous la clé de la voussure figure en haut-relief Dieu le Père assis sur son trône, représenté avec une longue barbe et coiffé d'une tiare ; servi par deux anges debout à ses côtés, il donne sa bénédiction de la main droite et tient sur son genou gauche le globe terrestre. Au-dessous, un oculus montre les amorces d'une structure disparue (rose ?). Des niches à statues, maintenant vides pour la plupart, sont réparties sur cette façade.
Selon l'abbé Jean-Jacques Bourassé, historien et archéologue tourangeau, la collégiale des Roches-Tranchelion est contemporaine de la Sainte-Chapelle de Champigny-sur-Veude, de celle du château d'Ussé et de l'église Saint-Jean-Baptiste de Montrésor, ce qui explique leur ressemblance de style et de décoration.
Après avoir souffert pendant les guerres de religion, la collégiale est délaissée vers 1600, puis desservie irrégulièrement jusqu'à la Révolution, où elle est complètement abandonnée.

### Classement MH
Par arrêté du 9 mai 1914, les ruines du château et de la collégiale des Roches-Tranchelion sont classées au titre des monuments historiques, sous le statut de propriété privée.

### Mise en valeur et protection du site
Le 14 décembre 2013 est créée une association dénommée Les amis des Roches Tranchelion, dont l'objet déclaré est « la valorisation culturelle et touristique de la collégiale des Roches Tranchelion »,.
La presse régionale se fait l'écho des inquiétudes que l'état et la sécurite des ruines provoquent dans le public ; la voûte du transept nord semble particulièrement exposée.

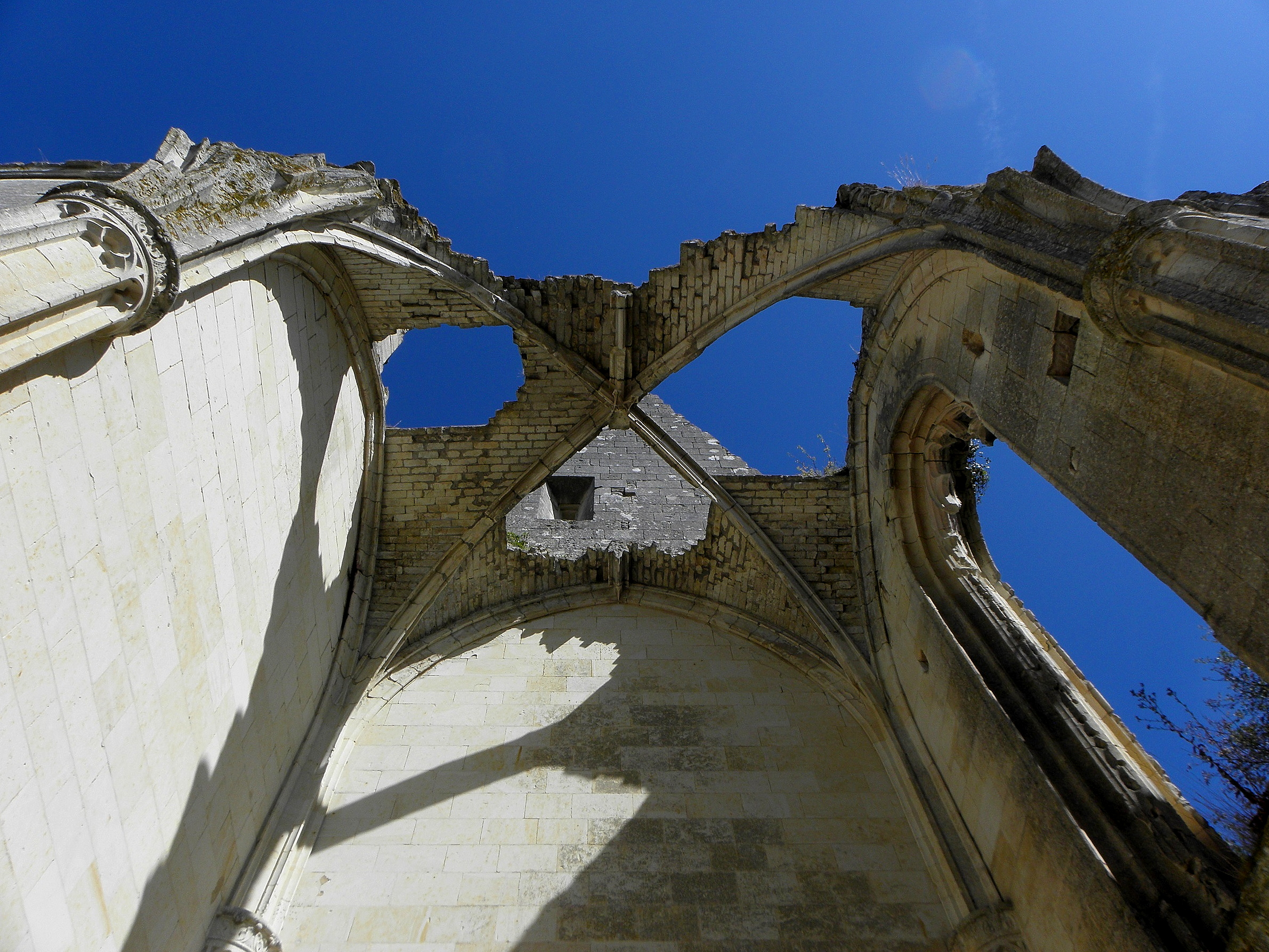
Voûte du transept nord (2015)